# Oh! You Beautiful Doll
Oh! You Beautiful Doll ist ein Popsong, den Nat D. Ayer (Musik) und A. Seymour Brown (Text) verfassten und 1911 veröffentlichten.

## Hintergrund

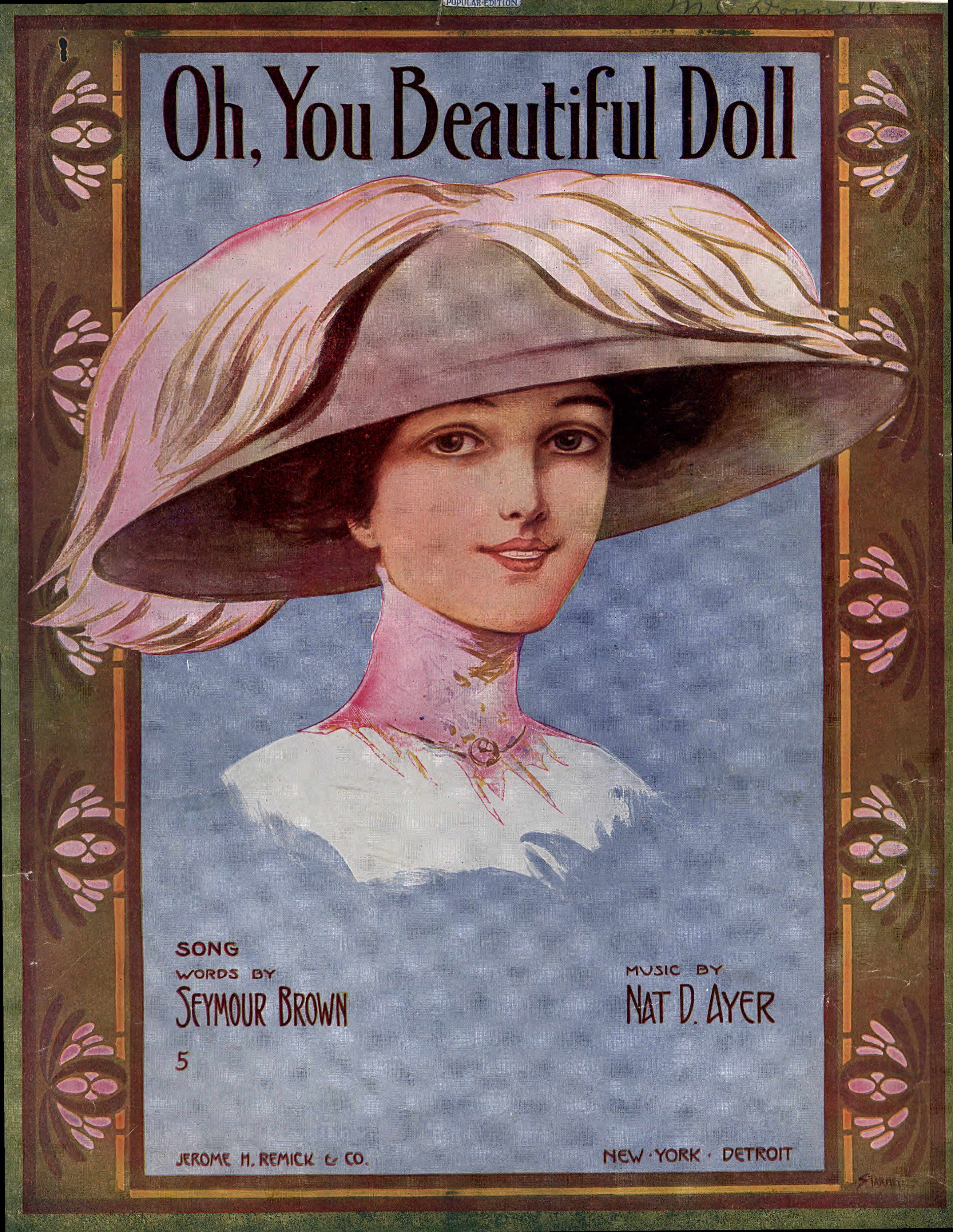
Notenblatt von Oh! You Beautiful Doll

Der Liedtext des Novelty Songs, dessen erste Strophe ein zwölftaktiger Blues ist, bezog sich auf den damals populären Grizzly-Bear-Tanz; Oh! You Beautiful Doll nimmt außerdem Bezug auf den früheren Irving Berlin Song Oh, That Beautiful Rag, der ebenfalls Tanz, Fiddlemusik und Ragtime zum Inhalt hatte.
Der Refrain von Oh! You Beautiful Doll lautet:
Oh! You beautiful doll, You great big beautiful doll!
Let me put my arms about you, I could never live without you.
Oh! You beautiful doll, You great big beautiful doll!
If you ever leave me how my heart will ache, I want to hug you but I fear you'd break.

## Erste Aufnahmen und spätere Coverversionen
Zu den Musikern, die den Song 1911/12 coverten, gehörten Billy Murray and the American Quartet (Victor 16979), die den Song am 29. September 1911 aufnahmen, außerdem Arthur Pryor, Alf Campbell & Arthur Collins (Zonophone 870) und The Peerless Orchestra (Zonophone 887).
Der Diskograf Tom Lord listet im Bereich des Jazz insgesamt 63 (Stand 2016) Coverversionen, u. a. ab 1942 von The Squadronaires, Tiny Hill, Claude Thornhill, Bunk Johnson, Harry Gold, Earle Spencer, Mel Tormé/Frank DeVol. Papa Jack Laine, Frank Froeba, Kenny Baker, Meg Myles/Jimmy Rowles, Gerald Wiggins, Ken Colyer, Mick Mulligan, Terry Lightfoot, Rod Levitt, Chris Barber, Albert Nicholas, Clancy Hayes Max Collie und Johnny Wiggs. Oh! You Beautiful Doll wurde auch von Bob Wills (1938), Rosemary Clooney, Donnie Brooks (1952), Tony Martin/The Pied Pipers (1949), Al Jolson, John Serry senior für RCA Records (RCA Thesaurus, 1954) Reg Owen (1959), Jerry Murad´s Harmonicats und Nancy Sinatra (1967) gecovert und fand u. a. Verwendung in dem gleichnamigen Spielfilm von 1949 (Regie John M. Stahl), in der Zeichentrickserie Looney Tunes im gleichnamigen Trickfilm von Max Fleischer, ferner in For Me and My Gal (durch Judy Garland), The Story of Vernon and Irene Castle, The Eddie Cantor Story und The Taming of the Shrew.